# Province de Sud Yungas
Sud Yungas est une province dans le département de La Paz, en Bolivie.